# (500321) 2012 RD35
(500321) 2012 RD35 es un asteroide perteneciente al cinturón de asteroides, descubierto el 15 de septiembre de 2012 por el equipo del Spacewatch desde el Observatorio Nacional de Kitt Peak, Arizona, Estados Unidos.

## Designación y nombre
Designado provisionalmente como 2012 RD35.

## Características orbitales
2012 RD35 está situado a una distancia media del Sol de 3,027 ua, pudiendo alejarse hasta 3,397 ua y acercarse hasta 2,656 ua. Su excentricidad es 0,122 y la inclinación orbital 15,73 grados. Emplea 1923,67 días en completar una órbita alrededor del Sol.

## Características físicas
La magnitud absoluta de 2012 RD35 es 16,4.